# Amine Harit
Amine Harit (Pontoise, França; 18 de juny de 1997) és un futbolista marroquí nascut a França. Juga com a migcampista i el seu equip actual és el FC Schalke 04 de la Bundesliga d'Alemanya.

## Clubs
| Club          | País     | Any         |
| ------------- | -------- | ----------- |
| FC Nantes     | França   | 2016 - 2017 |
| FC Schalke 04 | Alemanya | 2017 -      |

## Palmarès

### Campionats internacionals
| Títol                               | Equip         | Seu      | Any  |
| ----------------------------------- | ------------- | -------- | ---- |
| Campionat d'Europa de Futbol sub-19 | França sub-19 | Alemanya | 2016 |

### Premis individuals
| Premi                                                                            | Any  |
| -------------------------------------------------------------------------------- | ---- |
| Membre de l'Equip del Torneig del Campionat d'Europa de Futbol sub-19 de la UEFA | 2016 |
| Jugador del partit contra Iran a la Copa del Món de Futbol.                      | 2018 |